# 대한민국 국회
대한민국 국회(大韓民國 國會, 영어: National Assembly of the Republic of Korea)는 대한민국의 입법부로서, 대한민국 행정부와 대한민국 사법부와 함께 대한민국 정부를 구성한다. 대한민국 국회는 단원제 의회이며 300명의 국회의원 등으로 구성된다.
본래 한국 제헌 헌법에서는 단원제, 1952년 발췌 개헌으로 제정된 제2호 헌법에서는 민의원·참의원의 양원으로 구성되도록 제정되었으나 참의원의 구성이 늦어져 제2공화국 때에 비로소 양원제로 구성되었다. 하지만 1년 뒤인 1961년 5·16 군사 정변으로 해산되었다. 1963년부터 제3공화국 헌법에 따라 국회가 부활하였으나 현재와 같이 양원제에서 단원제로 바뀌어 구성되었다.

## 국회의장·국회부의장
- 임기: 2년
- 국회의장: 국회 본회의에서 무기명 투표로 결정(1인)
- 국회부의장: 국회 본회의에서 무기명 투표로 결정(2인)

## 국회의원
- 참정권
  - 선거권 - 만 18세 이상의 대한민국 국민
  - 피선거권 - 만 18세 이상의 대한민국 국민
- 임기 - 4년
- 의원수 - 국회의원의 정원은 300석이다. 253석은 소선거구제에 의한 지역구 의원을, 47석은 정당 투표에 의한 득표율에 따라서 비례대표를 선출한다.[1]

## 국회의 역사
- 1948년

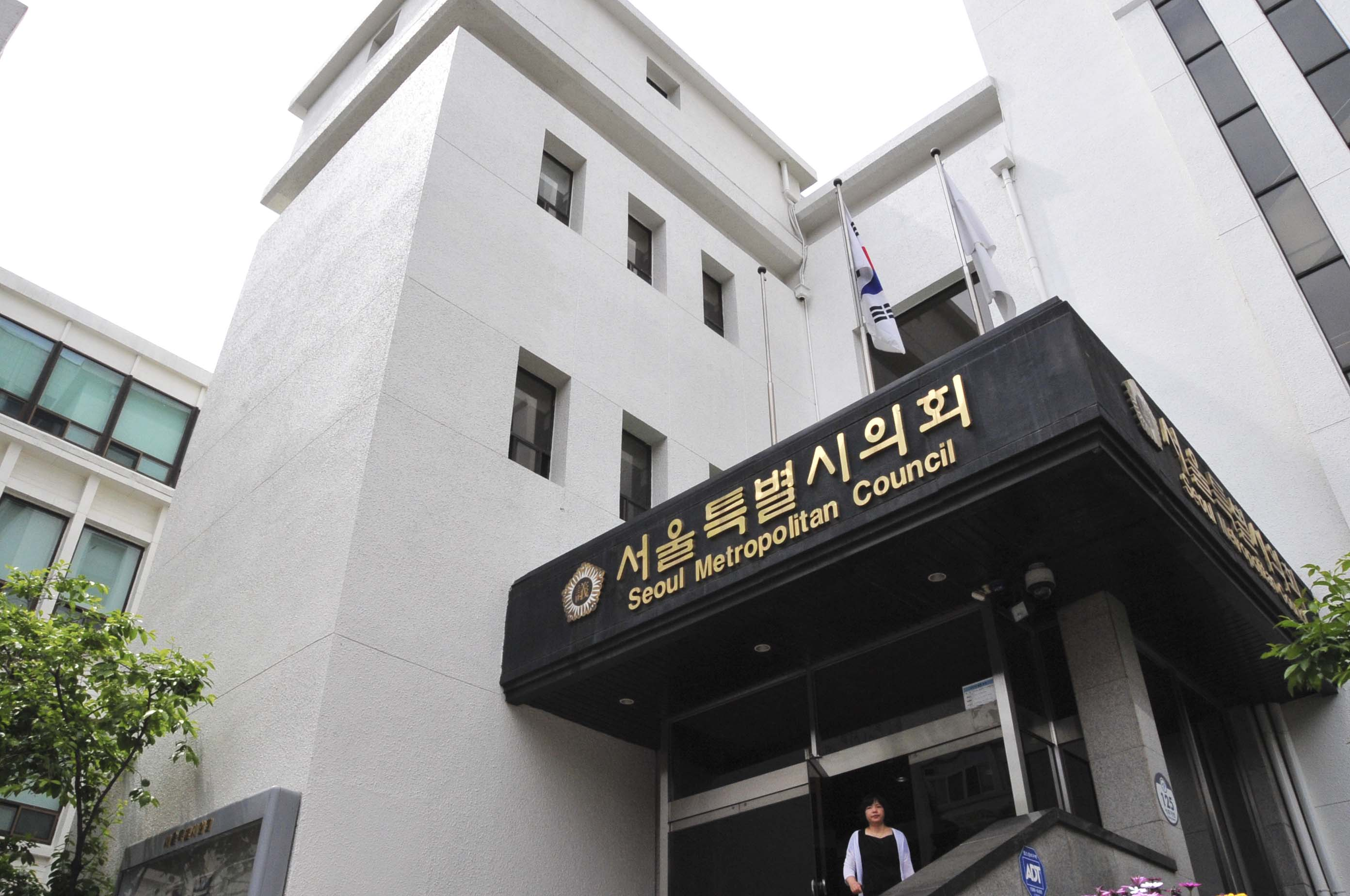
태평로 구 국회의사당, 등록문화재 제11호, 서울특별시 중구 태평로 1가 60번지 1호, 1935년 완성된 다목적 공공건물. 1975년까지 국회의사당으로 사용하다가 여의도로 이전하였다. 그 후 세종문화회관 별관을 거쳐 현재는 서울특별시의회로 사용하고 있다.

  - 5월 10일 남한 지역에서 실시된 단독 총선거로 제헌국회를 구성하여 5월 31일에 서울 중앙청 중앙홀에서 개원하였다.[2]
  - 7월 12일 제헌헌법을 제정하였고, 의장 이승만이 7월 17일 이를 공포하였다.[2]
- 1950년
  - 임시 수도 문화극장을 의사당으로 사용하였다.[2]
- 1951년
  - 임시 수도 부산극장을 의사당으로 사용하였다.[2]
- 1954년
  - 구 경성부민관을 의사당으로 사용하였다.[2]
- 1975년
  - 서울특별시 중구에서 여의도로 국회의사당을 이전하였다.[2]
- 2021년
  - 세종의사당 설치 법안이 국회를 통과하였다.[3]

## 구성과 조직
현재 대한민국 국회는 단원제를 채택하고 있다. 제2공화국 때에는 양원제를 채택하기도 하였는데, 민의원과 참의원을 두고 있었다.
- 국회사무처
- 대한민국 국회도서관
- 국회예산정책처
- 국회입법조사처

### 상임위원회
| 상임위원회                     | 위원장                | 간사                                    | 위원 구성    | 위원 구성 | 위원 구성  | 위원 구성 | 소위원회 |
| 상임위원회                     | 위원장                | 간사                                    | 더불어민주당 | 국민의힘  | 비교섭단체 | 정수      | 소위원회 |
| ------------------------------ | --------------------- | --------------------------------------- | ------------ | --------- | ---------- | --------- | --- |
| 국회운영위원회 (겸임)          | 김병기 (더불어민주당) | 박성준 (더불어민주당) 박형수 (국민의힘) | 16           | 10        | 2          | 28        | - 국회운영개선소위원회(8인, 위원장 송언석) - 예산결산심사소위원회(8인, 위원장 진성준) - 청원심사소위원회(6인, 위원장 이은주)                                                        |
| 법제사법위원회                 | 이춘석 (더불어민주당) | 김승원 (더불어민주당) 유상범 (국민의힘) | 10           | 7         | 1          | 18        | - 법안심사제1소위원회(8인, 위원장 김승원) - 법안심사제2소위원회(11인, 위원장 유상범) - 예산결산기금심사소위원회(8인, 위원장 ) - 청원심사소위원회(6인, 위원장 )                      |
| 정무위원회                     | 윤한홍 (국민의힘)     | 강준현 (더불어민주당) 강민국 (국민의힘) | 14           | 9         | 1          | 24        | - 법안심사제1소위원회(13인, 위원장 강준현) - 법안심사제2소위원회(11인, 위원장 강민군) - 예산결산심사소위원회(7인, 위원장 ) - 청원심사소위원회(6인, 위원장 )                         |
| 기획재정위원회                 | 송언석 (국민의힘)     | 정태호 (더불어민주당) 박수영 (국민의힘) | 15           | 10        | 1          | 26        | - 조세소위원회(0인, 위원장 공석) - 경제재정소위원회(0인, 위원장 공석) - 예산결산기금심사소위원회(0인, 위원장 공석)                                                                  |
| 교육위원회                     | 김영호 (더불어민주당) | 문정복 (더불어민주당) 조정훈 (국민의힘) | 9            | 6         | 1          | 16        | - 법안심사소위원회(7인, 위원장 문정복) - 예산결산기금심사소위원회(8인, 위원장 조정훈) - 청원심사소위원회(4인, 위원장 )                                                              |
| 과학기술정보방송통신위원회     | 최민희 (더불어민주당) | 김현(더불어민주당) 최형두 (국민의힘)    | 11           | 8         | 1          | 20        | - 과학기술원자력법안심사소위원회(9인, 위원장 공석) - 정보통신방송법안심사소위원회(9인, 위원장 ) - 예산결산심사소위원회(8인, 위원장 ) - 청원심사소위원회(6인, 위원장 공석)           |
| 외교통일위원회                 | 김석기 (국민의힘)     | 이재정 (더불어민주당) 김석기 (국민의힘) | 12           | 8         | 1          | 21        | - 법안심사소위원회(9인, 위원장 이명수) - 예산·결산·기금심사소위원회(9인, 위원장 이재정) - 청원심사소위원회(3인, 위원장 김홍걸)                                                      |
| 국방위원회                     | 이헌승 (국민의힘)     | 김병주 (더불어민주당) 신원식 (국민의힘) | 9            | 6         | 1          | 17        | - 법률안심사소위원회(7인, 위원장 김병주) - 예산결산심사소위원회(8인, 위원장 신원식) - 청원심사소위원회(5인, 위원장 배진교)                                                          |
| 행정안전위원회                 | 이채익 (국민의힘)     | 김교흥 (더불어민주당) 이만희 (국민의힘) | 13           | 8         | 1          | 22        | - 법안심사제1소위원회(9인, 위원장 김교흥) - 법안심사제2소위원회(9인, 위원장 이만희) - 예산·결산기금심사소위원회(7인, 위원장 김철민) - 청원심사소위원회(3인, 위원장 장제원)          |
| 문화체육관광위원회             | 홍익표 (더불어민주당) | 김윤덕 (더불어민주당) 이용호 (국민의힘) | 9            | 6         | 1          | 16        | - 문화예술법안심사소위원회(9인, 위원장 이용호) - 체육관광법안심사소위원회(7인, 위원장 김윤덕) - 예산결산심사소위원회(7인, 위원장 임종성) - 청원심사소위원회(7인, 위원장 배현진)     |
| 농림축산식품해양수산위원회     | 소병훈 (더불어민주당) | 김승남 (더불어민주당) 이양수 (국민의힘) | 11           | 7         | 1          | 19        | - 농림축산식품법안심사소위원회(7인, 위원장 김승남) - 해양수산법안심사소위원회(7인, 위원장 이양수) - 예산결산심사소위원회(7인, 위원장 이달곤) - 청원심사소위원회(7인, 위원장 주철현) |
| 산업통상자원중소벤처기업위원회 | 윤관석 (더불어민주당) | 김한정 (더불어민주당) 한무경 (국민의힘) | 17           | 12        | 1          | 30        | - 산업통상자원특허소위원회(13인, 위원장 김한정) - 중소벤처기업소위원회(12인, 위원장 한무경) - 예산결산소위원회(12인, 위원장 구자근) - 청원심사소위원회(5인, 위원장 김정호)          |
| 보건복지위원회                 | 정춘숙 (더불어민주당) | 강훈식 (더불어민주당) 강기윤 (국민의힘) | 14           | 9         | 1          | 24        | - 제1법안심사소위원회(13인, 위원장 강기윤) - 제2법안심사소위원회(10인, 위원장 강훈식) - 예산결산심사소위원회(13인, 위원장 한정애) - 청원심사소위원회(2인, 위원장 공석)              |
| 환경노동위원회                 | 전해철 (더불어민주당) | 김영진 (더불어민주당) 임이자 (국민의힘) | 9            | 6         | 1          | 16        | - 환경법안심사소위원회(8인, 위원장 임이자) - 고용노동법안심사소위원회(8인, 위원장 김영진) - 예산결산기금심사소위원회(9인, 위원장 이주환) - 청원심사소위원회(3인, 위원장 이학영)     |
| 국토교통위원회                 | 김민기 (더불어민주당) | 최인호 (더불어민주당) 김정재 (국민의힘) | 17           | 12        | 1          | 30        | - 국토법안심사소위원회(12인, 위원장 김정재) - 교통법안심사소위원회(10인, 위원장 최인호) - 예산결산기금심사소위원회(11인, 위원장 김두관) - 청원심사소위원회(10인, 위원장 이종배)     |
| 정보위원회 (겸임)              | 조해진 (국민의힘)     | 윤건영 (더불어민주당) 유상범 (국민의힘) | 7            | 5         | 0          | 12        | - 법안심사소위원회(5인, 위원장 유상범) - 예산결산심사소위원회(5인, 위원장 윤건영) - 청원심사소위원회(4인, 위원장 유상범)                                                            |
| 여성가족위원회 (겸임)          | 권인숙 (더불어민주당) | 유정주 (더불어민주당) 정경희 (국민의힘) | 10           | 6         | 1          | 17        | - 법안심사소위원회(8인, 위원장 정경희) - 예산결산심사소위원회(7인, 위원장 유정주) - 청원심사소위원회(4인, 위원장 김선교)                                                            |

### 상설특별위원회
| 상임위원회                | 위원장                | 간사                                  | 위원 구성    | 위원 구성 | 위원 구성  | 위원 구성 | 소위원회                                |
| 상임위원회                | 위원장                | 간사                                  | 더불어민주당 | 국민의힘  | 비교섭단체 | 정수      | 소위원회                                |
| ------------------------- | --------------------- | ------------------------------------- | ------------ | --------- | ---------- | --------- | --------------------------------------- |
| 예산결산특별위원회 (겸임) | 우원식 (더불어민주당) | 박정 (더불어민주당) 이철규 (국민의힘) | 29           | 19        | 2          | 50        | - 결산심사소위원회 (7인, 위원장 이철규) |

### 비상설특별위원회
| 상임위원회            | 위원장 | 간사                                | 위원 구성    | 위원 구성 | 위원 구성  | 위원 구성 | 소위원회 |
| 상임위원회            | 위원장 | 간사                                | 더불어민주당 | 국민의힘  | 비교섭단체 | 정수      | 소위원회 |
| --------------------- | ------ | ----------------------------------- | ------------ | --------- | ---------- | --------- | -------- |
| 윤리특별위원회 (겸임) | 공석   | 공석 (더불어민주당) 공석 (국민의힘) | 0            | 0         | 0          | 12        |          |

### 직제
각 상임위원회별로 공무원인 전문위원이 있으며 수석전문위원은 차관보급으로 전문위원을 대표한다.

## 국회의 운영
한국의 국회는 1년 동안 휴가 기간을 제외하고는 매일 열리는 미국, 영국 등의 의회와는 달리, 정기회·임시회의 회기로 열린다. 유신헌법 시절에는 국회가 열리지 못하도록 1년 중 최고 150일까지만 열릴 수 있다고 규정하였다.(제82조). 현행 제도로는 연간 회기 일수 제한을 폐지하여 매일 국회가 열릴 수 있도록 하였지만, 제16대 국회의 경우, 본회의가 한 차례도 열리지 않았고 임시국회가 5차례나 있었다. 즉 5달 동안 한 번도 본회의를 열지 않았다.
반면 미국 의회는 2년을 하나의 임기로 하여 전반 1년을 제1회기, 후반 1년을 제2회기라고 한다. 정기회 임시회의 구분이 없다. 대통령이 임시회 집회를 요구하는 일도 없다. 2년의 임기가 지나면, 하원은 전원, 상원은 1/3씩 단계적으로 선거를 하여 교체한다. 1년 내내 회기에 있고, 회기중에는 불체포특권이 있으므로, 사실상 의원은 임기 내내 불체포특권이 있다. 미국, 영국, 독일, 네덜란드, 이탈리아, 룩셈부르크 등이 연중회기제도를 채택하고 있다.
헌법 제47조
①국회의 정기회는 법률이 정하는 바에 의하여 매년 1회 집회되며, 국회의 임시회는 대통령 또는 국회재적의원 4분의 1 이상의 요구에 의하여 집회된다.
②정기회의 회기는 100일을, 임시회의 회기는 30일을 초과할 수 없다.
③대통령이 임시회의 집회를 요구할 때에는 기간과 집회요구의 이유를 명시하여야 한다.
- 정기회

매년 9월 1일 개회 (그 날이 공휴일인 경우에는 다음날), 회기는 100일 이내
- 임시회

대통령 또는 국회 재적의원의 4분의 1 이상이 요구 시, 또는 재적의원 4분의 1 이상이 국정조사 요구시 개막. 회기는 30일 이내.

## 국회의 권한

### 입법에 관한 권한

#### 법률 제·개정권
입법권은 국회에 속하고 있으므로(제40조), 법률 제·개정권은 국회의 가장 본질적인 권한에 속한다.
- 법률안의 제출

법률안은 국회의원과 정부가 제출할 수 있다(제52조). 국회의원이 법률안을 발의함에는 10명 이상의 찬성이 있어야 한다(국회법 제79조 제1항). 정부가 법률안을 제출할 때에는 국무회의의 심의를 거쳐야 한다(제89조 제3호).
- 법률안의 심의·의결

국회는 법률안을 심의·의결한다. 국회의장은 제안된 법률안을 본회의에 보고하고 소관상임위원회에 회부하여 그 심사를 거쳐 본회의에 부의한다(국회법 제81조 제1항). 여기서 심사한 결과는 본회의에 회부하지 아니할 수 있으며, 위원회의 결정이 본회의에 보고된 날부터 폐회 또는 휴회 중의 기간을 제외한 7일 이내에 의원 30명 이상의 요구가 있을 때에는 그 의안을 본회의에 부의하여야 하며(국회법 제87조 제1항), 이 요구가 없을 때에는 그 의안은 폐기된다(동조 제2항).
본회의에서 법률안 의결은 재적의원 과반수의 출석과 출석의원 과반수의 찬성으로 통과된다.
- 서명·공포

국회에서 의결되어 정부로 이송된 법률안은 15일 이내에 대통령이 서명·공포하여야 하며(제53조 제1항), 특별한 규정이 없는 한 공포한 날부터 20일이 경과되면 그 효력이 발생한다. 그러나 이송된 법률안에 이의가 있을 때에는 대통령은 이의서를 첨부하여 국회에 환부하여 재의를 요구할 수 있다. 재의 결과 재적의원 과반수의 출석과 출석의원 3분의 2 이상의 찬성으로 의결을 하면 그 법률안은 법률로서 확정된다(동조 제2항, 제4항). 그렇지 못하면 그 법률안은 폐기되는데, 이를 대통령의 법률안거부권이라고 하며, 대통령은 일부거부 내지 수정거부는 하지 못한다(동조 제3항).

#### 헌법개정의 권한
국회는 재적의원 과반수의 발의로 헌법개정안을 제출할 수 있고(제128조 제1항), 대통령안과 국회의원안 모두 재적의원 3분의 2 이상의 찬성으로 이를 의결하며(제130조 제1항), 30일 이내에 국민투표에 붙인다(제130조 제2항).

#### 조약체결·비준에 대한 동의권
헌법에 따라 체결·공포된 조약과 일반적으로 승인된 국제법규는 국내법과 같은 효력을 가진다(제6조 제1항). 따라서 헌법은 중요조약에 대한 국회의 동의권을 인정하고 있다(제60조 제1항).

### 재정에 관한 권한
대한민국 헌법은 국가존속을 위하여 필요한 국가경비의 세입·세출은 국민에게 미치는 영향이 크므로 국회의 의결을 기초로 하여 행사해야 한다는 재정의회주의를 채택하고 있다.

#### 조세법률주의
조세의 부과는 반드시 법률에 의거해야 함을 원칙으로 하여 조세의 종목과 세율은 법률로 정한다(제59조).

#### 예산심의확정권
정부는 회계년도마다 예산안을 편성하여 회계년도 개시 90일 전에 국회에 제출하여야 하며, 국회는 회계년도 개시 30일 전까지 이를 의결해야 한다(제54조 제2항).
국회는 예산안의 심의에 있어서 정부예산안의 수정권은 가지고 있으나, 이 수정권은 지출예산 각 항에 대하여 전액의 삭감 또는 비목의 삭제에 그치는 것이 원칙이고, 지출예산 각 항에 대하여 금액의 증액 또는 새 비목의 설치는 정부의 동의가 있을 때에만 이를 행할 수 있다(제57조).

#### 예비비 의결과 지출승인권
예비비는 총액으로 국회의 의결을 얻어야 하며, 그 지출은 차기 국회에서 승인을 얻어야 한다(제55조 제2항).

#### 기채동의권
정부는 국채를 모집할 때에는 미리 국회의 동의를 얻어야 한다(제58조).
국채에 대한 국회의 동의는 기채할 때마다 동의를 얻지 아니하고 연간의 예산총액에 대하여 개괄적으로 동의를 얻어도 된다.

#### 예산 외에 국가의 부담이 될 계약에 대한 동의권
예산 외에 국가의 부담이 될 계약을 체결할 때에는 미리 국회의 동의를 얻어야 한다(제58조).
예산 외에 국가의 부담이 될 계약이라 함은 국가가 1회계년도를 지나는 기간에 걸쳐 계속되는 채무를 부담하는 계약을 말한다.

#### 결산심사권
감사원은 세입·세출의 결산을 매년 검사하여 대통령과 다음 연도 국회에 그 결과를 보고하여야 한다(제99조).
국회에서 의결을 거친 예산의 집행 결과인 결산을 심사함으로써 국회의 재정에 관한 권한을 실효 있도록 하기 위한 것이다.

### 일반국정에 관한 권한
국회는 일반국정에 관하여 정부를 감시·비판하는 광범위한 권한을 가지며, 이를 대정부 견제권 또는 정부통제에 관한 권한이라 한다.
국회의 일반국정에 관한 권한으로는 국무총리를 임명할 때 동의할 수 있는 임명동의권(제86조 제1항), 국무총리·국무위원출석요구권과 질문권(제62조 제2항), 국무총리·국무위원 해임건의권(제63조 제1항·제2항), 긴급재정경제명령과 긴급명령사후승인권(제76조 제3항), 계엄해제요구권(제77조 제5항), 선전포고와 국군해외파견·외국군 주류에 대한 동의권(제60조 제2항), 국정감사·조사권(제61조), 탄핵소추권(제65조) 등이다.

## 교섭단체
국회에 20명 이상의 소속의원을 가진 정당은 하나의 교섭단체가 된다. 교섭단체 제도의 목적은, 국회에서 일정한 정당에 소속하는 의원들의 의사를 사전에 통합·조정하여 정파간 교섭의 창구역할을 하도록 하는 것이다. 하지만 소수 정당의 의사 개진을 막는다는 단점도 상존한다.
단일정당으로 구성되지 않은 교섭단체 사례는 다음과 같다.
1963년 6대 국회에서 13석의 민주당과 9석의 자유민주당과 2석의 국민의당이 공동교섭단체인 삼민회를 구성하였다.
2008년 18대 국회에서 18석의 자유선진당과 3석의 창조한국당이 공동교섭단체인 선진과 창조의 모임을 구성하였다.
2018년 20대 국회에서 14석의 민주평화당과 6석인 정의당이 공동교섭단체인 평화와 정의의 의원 모임을 구성하였다.
2020년 20대 국회에서 18석의 민생당과 무소속 의원 4명이 공동교섭단체인 민주통합의원모임을 구성하였다.

## 국회의 의사 절차의 원칙
| 회의 공개의 원칙  | 국회의 의안 심의 과정을 일반인에게 공개하여 정책 결정의 민주성과 공정성 확보                               |
| 회기 계속의 원칙  | 한 회기 중 의결되지 못한 안건은 다음 회기에서 계속하여 심의하도록 하여 동일한 의안 제출로 인한 번잡성 예방 |
| 일사부재의의 원칙 | 한 번 부결된 안건은 같은 회기 내에 다시 제출할 수 없도록 하여 소수파에 의한 의사 진행 방해 예방            |

## 정당별 의석 수
| ↓      |            |            |              |            |        |          |          |  |
| 4      | 1          | 1          | 166          | 12         | 4      | 3        | 107      |  |
| 진보당 | 기본소득당 | 사회민주당 | 더불어민주당 | 조국혁신당 | 무소속 | 개혁신당 | 국민의힘 |  |

## 정당별 구성
| 구분       | 정당           | 정당         | 제22대 총선 결과 | 제22대 총선 결과 | 제22대 총선 결과      | 2025년 8월 5일 기준   | 2025년 8월 5일 기준   | 2025년 8월 5일 기준 |
| 구분       | 정당           | 정당         | 지역구           | 비례대표         | 합계                  | 지역구                | 비례대표              | 합계                |
| ---------- | -------------- | ------------ | ---------------- | ---------------- | --------------------- | --------------------- | --------------------- | ------------------- |
| 교섭단체   |                | 더불어민주당 | 161석            | -                | 161석                 | 158석                 | 8석                   | 166석               |
| 교섭단체   |                | 국민의힘     | 90석             | -                | 90석                  | 89석                  | 18석                  | 107석               |
| 비교섭단체 |                |              |                  |                  |                       |                       |                       |                     |
|            | 조국혁신당     | -            | 12석             | 12석             | 0석                   | 12석                  | 12석                  |                     |
|            | 진보당         | 1석          | -                | 1석              | 1석                   | 3석                   | 4석                   |                     |
|            | 개혁신당       | 1석          | 2석              | 3석              | 1석                   | 2석                   | 3석                   |                     |
|            | 기본소득당     | 0석          | -                | 0석              | 0석                   | 1석                   | 1석                   |                     |
|            | 사회민주당     | -            | -                | -                | 0석                   | 1석                   | 1석                   |                     |
|            | 국민의미래     | -            | 18석             | 18석             | 국민의힘으로 합당     | 국민의힘으로 합당     | 국민의힘으로 합당     |                     |
|            | 더불어민주연합 | -            | 14석             | 14석             | 더불어민주당으로 합당 | 더불어민주당으로 합당 | 더불어민주당으로 합당 |                     |
|            | 새미래민주당   | 1석          | 0석              | 1석              | 0석                   | 0석                   | 0석                   |                     |
|            | 무소속         | 0석          | -                | 0석              | 3석                   | 1석                   | 4석                   |                     |
| 재적       | 재적           | 재적         | 254석            | 46석             | 300석                 | 252석                 | 46석                  | 298석               |

## 국회 휘장
1948년 제헌국회 시절부터 국회는 대한민국의 국화인 무궁화를 상징화한 꽃무늬 안에 한자 國(국)을 형상화해 삽입한 것을 휘장으로 사용해왔으나 한글이 아닌 한자를 국가 중요 기관의 휘장으로 사용하는 것은 적절하지 않다는 비판과, 동그란 테두리가 글자에 포함되지 않은 것처럼 보여 國(국)이 아닌 或(혹)자처럼 보인다는 비판을 받아왔다. 1960년 4·19 혁명 이후 양원제를 채택한 제2공화국의 참의원은 휘장으로 한자 대신 한글 "국"을 삽입한 것을 채택한 바가 있었지만, 5·16 쿠데타로 인해 오래가지 못했고, 이후 1990년대 이후부터 꾸준히 비판이 제기되어 왔으나, 합의가 이루어지지 못했다. 그러다가 2014년에 무궁화 휘장 안에 있던 한자를 삭제하고 한글 "국회"를 삽입하는 새 휘장을 채택하는 안이 가결되었고, 현재 새로운 휘장을 사용하고 있다.
|                                                      |
| 1948년 제헌국회 시절부터 2014년까지 사용한 국회 휘장 |

|                                                   |
| 1948년 제헌국회 시절부터 2014년까지 사용한 국회기 |

|                                       |
| 2014년부터 사용 중인 현재의 국회 휘장 |

|                                    |
| 2014년부터 사용 중인 현재의 국회기 |

## 국회 입법정보서비스
국민과 함께하는 스마트 국회를 목표로 최첨단 정보통신 기술을 활용하여 효율적인 의정환경을 조성하고 투명한 입법정보를 제공하고 있다.

### 열린 국회 서비스
국민에게 국회의 현황과 의정활동을 신속하고 투명하게 제공하며, 입법과정에 국민의 편리한 참여를 보장하기 위하여 아래의 정보서비스를 운영하고 있다.
- 국회: http://www.assembly.go.kr	 (국회 대표 웹사이트)
- 국회위원회: http://committee.na.go.kr/ (국회 상임/특별 위원회 정보)
- 국회사무처: http://nas.na.go.kr (국회 소속기관1 정보)
- 국회도서관: http://www.nanet.go.kr/ (국회 소속기관2 정보)
- 국회예산정책처: http://www.nabo.go.kr/ (국회 소속기관3 정보)
- 국회입법조사처: http://www.nars.go.kr/ (국회 소속기관4 정보)
- 국회뉴스ON: http://www.naon.go.kr/ (바르고 공정한 국회소식)
- 국회채용시스템: http://gosi.assembly.go.kr/ (국회 채용관련 정보)
- 의안정보시스템: http://likms.assembly.go.kr/bill/ (접수, 진행, 처리된 의안 정보)
- 국회입법예고: http://pal.assembly.go.kr/ (진행 및 종료된 입법예고 정보)
- 법률정보시스템: http://likms.assembly.go.kr/law/ (법령 관련 정보)
- 인터넷의사중계시스템: http://assembly.webcast.go.kr/ (실시간 회의 영상 인터넷 중계)
- 회의록시스템: http://likms.assembly.go.kr/record/ (문서 회의록 정보)
- 영상회의록: http://w3.assembly.go.kr/vod/ (영상 회의록 정보)
- 맞춤입법콘텐츠검색시스템: http://naph.assembly.go.kr/ (법률, 의안, 회의록 등 통합검색)
- 국정감사정보시스템: http://likms.assembly.go.kr/inspections/ (국정감사 결과 정보)
- 예결산정보시스템: https://web.archive.org/web/20080517174050/http://nafs.assembly.go.kr:83/ (예산 및 결산 정보)
- 미디어자료관: http://w3.assembly.go.kr/multimedia/ (국회관련 주요기록 및 홍보 동영상)

### 모바일 국회 서비스
스마트 기기를 활용하여 내 손안에서 언제 어디서나 국회 정보에 쉽게 접근할 수 있도록 모바일 서비스를 제공하고 있다.
- 앱 서비스: 대한민국국회, 국회의원광장, 의안정보, 국회회의록, 국회의사중계, 국회관람, 국회방송, 국회입법예고
- 국회홈페이지(http://m.na.go.kr%5B깨진+링크(과거+내용+찾기)%5D), 국회뉴스ON(http://www.naon.go.kr), 법률정보시스템(http://likms.assembly.go.kr/law/)
- 국회도서관(http://www.nanet.go.kr), 국회예산정책처(http://www.nabo.go.kr), 국회입법조사처(http://www.nars.go.kr)

### 전자국회
국회의원의 효율적인 의정활동과 국회 직원의 편리한 업무수행을 지원하기 위하여 디지털본회의장시스템, 입안지원시스템, 의정자료전자유통시스템, e-의안시스템, 영상회의 시스템 등을 운영하고 있다.

## 같이 보기
- 대한민국 정부
- 대한민국 행정부
- 대한민국 사법부
- 대한민국 법원
- 대한민국 헌법재판소
- 국회의사당
- 대한민국의 국회의장
- 대한민국의 국회부의장
- 대한민국의 정당 목록
- 민의원
- 참의원
- 대한민국의 국회의원
- 대한민국의 국회의원 선거
- 대한민국의 국회의원 선거구 목록
- 국회방송
- 대한민국의 지방의회